# Silvia Fómina
Silvia Fómina (* 31. Oktober 1962 in Buenos Aires) ist eine zeitgenössische argentinische Komponistin, Regisseurin und Autorin. Sie ist spezialisiert auf polyphone Musik, Mikrotonalität und Mikro-Rhythmik. Seit 1991 lebt sie in Berlin.

## Leben und Werk
Silvia Fómina wurde 1962 in Buenos Aires als Tochter russischer Emigranten geboren. Sie „entstammt einer in der ehemaligen Sowjetunion verarmten, Anfang dieses Jahrhunderts nach Argentinien emigrierten Bauernfamilie, die – wie so viele andere – sich zwar ein notdürftiges Dach über dem Kopf hatte errichten können, aber nicht in der Lage sah, ihre vielen Kinder auch selber zu ernähren.“ Silvia wurde zur Adoption an das wohlhabende Bürgertum in Buenos Aires freigegeben. „Obwohl „die Menschen sehr nett zu mir waren“, fand Silvia Fómina „alles in der Familie zu fremd“ – und im Alter von elf Jahren läuft sie aus dem Haus, arbeitet als Kind in einer Fabrik, verdient sich ihr Leben: ein Zimmer, ein Klavier, Unterricht.“ Sie erkämpft sich in den Jahren von 1978 bis 1985 eine musikalische Ausbildung. Unter glücklichen Umständen einer Verhaftung während der Militärdiktatur entgangen taucht Fómina in ein abgelegenes Andendorf ab, verbringt dort vier Jahre und „komponiert um ihr Leben“. Eines Tages riskiert sie, ihren Vater anzurufen. Dieser besorgt ihr einen falschen Pass, mit dem sie gemäß dem argentinischen Sprichwort – Wenn du dich schlecht benimmst, schicken wir dich nach Berlin. – eben nach Berlin emigriert. „Irgendwann irgendwie hört sie den Namen und die Musik von György Ligeti, nimmt allen Mut zusammen, packt ihre Manuskripte und fährt nach Hamburg, zeigt vor, was sie bislang schrieb – und findet ein Echo, genießt Anerkennung, gewinnt einen Förderer.“ 1989 wurde sie von Ligeti in Hamburg als Privatschülerin in Komposition angenommen und arbeitete mit diesem weit über zehn Jahre zusammen.
Fómina war unter anderem Preisträgerin des portugiesischen Wettbewerbes zur Förderung des kulturellen Austausches, Trägerin des ersten Preises des Internationalen Wiener Kompositionswettbewerbs unter Claudio Abbado (1991) und Finalistin der Internationalen Gaudeamus Musikwoche in Amsterdam; daneben erhielt sie Stipendien des Rotary-Clubs und des DAAD. Silvia Fómina gewann 1993 den Preis der Akademie der Künste in München, der ihr 1993 von der Ernst-von-Siemens Stiftung für ihre Forschung im Bereich der instrumentellen Mikrotonenzusammensetzung verliehen wurde.
1994 arbeitete sie als Artist-in-Residence zunächst in Woodside, dann in Saratoga (Kalifornien), 1997 zunächst in Peterborough (New Hampshire), anschließend wieder in Saratoga, 2017 in Winterthur (Villa Sträuli), 2018 in Solothurn. In Kalifornien lernte sie Jonathan Treitel kennen, einen Physiker, Sohn jüdischer Emigranten; er ist Hauptautor der über mehrere Jahre entstandenen Oper Shah Mat, in die ihre Sieben Vespern (1990 ff.) münden.

### Die Oper Sha Mat
Vorstufen dieser Oper sind Kammerversionen, sogenannte „Miniaturen“, als eigenständige Stücke (unter anderem von Ouvertüre und Endspiel in Witten 2000). Reisen nach Afrika, zu den Pygmäen des zentralafrikanischen Regenwalds, und später nach Thailand und Bali fundierten Fóminas zuvor aus musikethnologischer Forschung in Paris gewonnenen Höreindrücke. Fern von „folkloristischen“ Nachahmungen, vielmehr zur Gewinnung einer „mehrdimensionalen Kontinuität“, bestimmt durch polyrhythmische Überlagerungen unterschiedlicher Patterns.

### Dreidimensionale Musik
„Fômina ist keine gewöhnliche Komponistin, wie man das vielleicht von Mozart oder Beethoven sagen könnte. Ihre Kompositionen haben oder bewirken eine mehrdimensionale Form. «Ich verräumliche die Musik, das bedeutet, ich habe eine dreidimensionale Vorstellung von Klängen.» Bei der Aufführung ihrer Kompositionen erhalten alle ihren individuellen Platz, sowohl Musiker des Orchesters als auch das Publikum. «Durch diese explizite Platzierung entsteht eine mehrdimensionale Form, Klänge verbreiten sich auf verschiedenen Höhen eines Raums und über verschieden lange Distanzen.»“

### Solocello
Fóminas Werk Solocello sorgt auf unterschiedlichste Weise für Interferenzen mit Lautsprecherklängen. Es setzt sich langsam gegen diese durch. Im vierten Satz („Ätherisch“) legt es Nervenstränge des Ursprungsmaterials frei, winzige dünne Obertonfäden, die zum Ende hin immer noch feiner werden und vom fünffachen Pianissimo in ein „Nichts“ münden, dem dann noch fünfzehn Sekunden langes „Silenzio assoluto“ folgen soll. „Dieses Werk ist der Abwesenden Generation gewidmet, jener Generation junger Intellektueller (im besten schöpferischen Sinn), mit denen ich in Argentinien aufgewachsen bin und die nach dem Alptraum aus Terror und Tod unter der Militärregierung der Jahre 1976 bis 1983 hätte auftreten und sich äußern müssen. Verfolgte, zum Schweigen gebrachte, zensierte, gefolterte, erschossene und ausgelöschte Generation. Diesen verschwundenen Anwesenden und der tiefen Leere, dem Schweigen und dem Ausbleiben ihrer Werke bringe ich diese Hommage dar, mit geballten Fäusten und zusammengebissenen Zähnen. Mit geschlossenen Augen.“

## Werke
- Im Halbdunkel (1990) für 12 Streicher oder Quartett mit Tonband.
- Expulsion. Désagrégation. Dispersion (Berlin, 1992) für Violoncello und Tonband.
- Permanenza (1994) für mikropolyphonisches, im Raum verteiltes Orchester.
  - I – Chrononen
  - II – Labile Gleichgewichte
  - III – Über Wasser
- Auguri Aquae, Klangbewegung für Stimmen und Orchester (Donaueschingen Festival, 1997)
- Shah Mat, Oper  (Erstaufführung Stuttgart 1999, weitere Aufführungen: Witten, Madrid, Auftrag der Salzburger Festspiele)